# Зейберлих, Фридрих

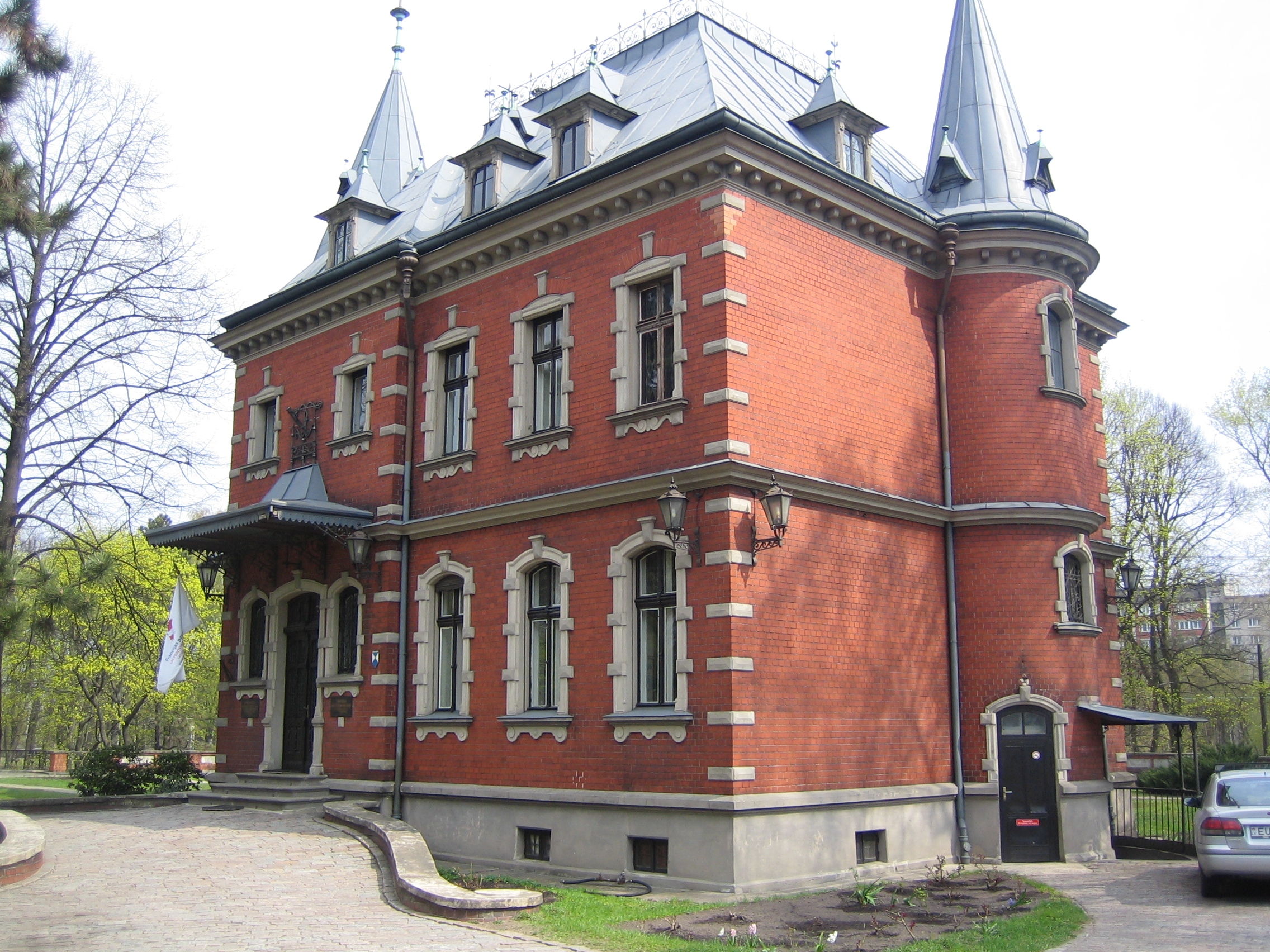
Особняк по заказу фон Бигнера.

Фридрих Зейберлих (нем. Friedrich Seuberlich, 1850, Рига — 1932, там же) — гражданский инженер, лифляндский прибалтийско-немецкий архитектор.

## Биография
Окончил в 1876 году Рижское политехническое училище.
Работал в архитектурном бюро Роберта Пфлуга (1877—1879), в собственном бюро (1879—1883). Был одним из совладельцев и фактическим руководителем строительной фирмы «Р. Гейзерман».
В Риге по проектам Ф. Зейберлиха построено несколько зданий в эклектическом стиле. Самой известной работой является особняк, заказчиком которого был известный пивовар фон Бигнер. Сейчас в этом здании расположен музей культуры «Даудери».

## Основные работы
- Завод русского электротехнического общества на улице Бривибас, 214 (в соавторстве с Петером Беренсом)
- Доходный дом на улице Видус, 3
- Особняк на улице Пулквежа Бриежа, 21
- Особняк в Межапарке на улице Аннас Саксес, 24
- Административное здание пивоварни Киммеля на улице Бруниниеку
- Городской ломбард на улице Зиргу, 6